# École nationale d'administration (Niger)
Pour les articles homonymes, voir École nationale d'administration.
L'École nationale d'administration (ENA) du Niger a le statut d'établissement public à caractère administratif (EPA). C'est la première école supérieure de formation professionnelle du Niger. Elle jouit de l’autonomie financière et de la personnalité juridique et morale. Elle est placée sous la tutelle administrative du cabinet du Premier Ministre.

## Historique
- 18 juin 1960 : création du Centre de formation administrative (CFA), ancêtre de l’ENA actuelle ;
- 9 août 1963 : transformation du CFA en ENA, avec le niveau I et le niveau dit élémentaire fermé depuis 1989 ;
- 22 janvier 1970 : l’ENA prend le statut d’établissement public à caractère administratif ;
- octobre 1972 : ouverture du niveau II ;
- octobre 2002 : ouverture du niveau III (post maîtrise) avec la création de la section magistrature ;
- juin 2005 : érection de l’École nationale d’administration en École nationale d’administration et de magistrature par la loi 2005-17 du 13 juin 2005.
- décembre 2018 : le gouvernement nigérien change la dénomination qui devient École nationale d’administration (ENA), la formation des magistrats et des auxiliaires de justice est confiée à l’École de formation judiciaire du Niger (EFJN)[1].

## Formation

### Admission
- Jouir des droits civiques et être de bonne moralité ;
- Être indemne de toute affection contagieuse ;
- S'acquitter des frais de scolarité conformément aux dispositions prévues à cet effet.

### Filières
- Administration générale ;
- Douanes et régie ;
- Fiscalité et domaines ;
- Finances publiques et trésor ;
- Justice (greffier) ;
- Secrétariat bureautique ;
- Travail et sécurité sociale ;
- Comptabilité et gestion des entreprises;
- Magistrature;
- Diplomatie.

## Anciens élèves
- Hama Amadou, homme politique, président de l'Assemblée nationale du Niger ;
- Seyni Oumarou, homme politique, président de l'Assemblée nationale du Niger ;
- Mahamadou Danda, Premier ministre de transition du Niger ;
- Brigi Rafini, homme politique, ancien Premier ministre du Niger ;
- Ali Lamine Zeine, homme politique, Premier ministre du Niger en exercice.